# Carol Vega
Carol Vega (Montevideo, Uruguay; 23 de febrero de 1993) es una actriz pornográfica uruguaya. Fue ganadora del Premio Galaxy Awards a la mejor actriz revelación del año 2015.

## Comienzos
Al poco tiempo de cumplir la mayoría de edad decidió probar suerte en la vida en el mundo del porno. Empezó trabajando de webcamer con Conrad Son y en shows eróticos. Después de cinco meses rodó su primera escena porno profesional dirigida por la también actriz porno Dunia Montenegro. 

## Actualidad
En 2015 Carol Vega anunció su retiro de la industria para adultos, y de los shows en el local barcelonés Bagdad. En 2020, luego de un periodo de inactividad, Carol Vega regresó a la industria mediante la plataforma de videos Pornhub como Miss Pasión. 

## Vida personal
Actualmente Carol Vega reside en España, donde cursa estudios de modelaje y artes dramáticas. Mantiene una relación con el modelo Augusto Javier Caira.